# Amallothrix lobata
Amallothrix lobata är en kräftdjursart som först beskrevs av Georg Ossian Sars 1920.  Amallothrix lobata ingår i släktet Amallothrix och familjen Scolecitrichidae. Inga underarter finns listade i Catalogue of Life.